# Jahmir Young
Jahmir Young (Upper Marlboro, 7 ottobre 2000) è un cestista statunitense di ruolo playmaker.

## Biografia
Young ha frequentato la St. Mary's Ryken Highschool a Leonardtown per i primi due anni di scuole superiori prima di trasferirsi alla DeMatha Catholic High School di Hyattsville. Prospetto da tre stelle, sceglie l'Università della Carolina del Nord a Charlotte.

## Carriera
Con l'Università della Carolina del Nord, Young gioca tre buone stagioni, la migliore delle quali, ottenendo una media di 19,6 punti, 5,9 rimbalzi e 3,7 assist. Si trasferisce nel 2022 all'Università del Maryland.
Rimasto undrafted al draft NBA 2024, Young si unisce ai Denver Nuggets che lo rilasciano qualche mese più tardi ai Grand Rapids Gold.
Il 19 febbraio 2025, firma un contratto two-way con i Chicago Bulls.

## Statistiche

### College
| Anno      | Squadra            | PG  | PT  | MP   | TC%  | 3P%  | TL%  | RP  | AP  | PRP | SP  | PP   |
| --------- | ------------------ | --- | --- | ---- | ---- | ---- | ---- | --- | --- | --- | --- | ---- |
| 2019-2020 | Charlotte 49ers    | 29  | 29  | 32,3 | 42,6 | 37,3 | 73,8 | 5,2 | 2,8 | 1,6 | 0,3 | 12,5 |
| 2020-2021 | Charlotte 49ers    | 25  | 25  | 37,5 | 42,3 | 33,8 | 83,4 | 4,9 | 2,5 | 1,0 | 0,3 | 18,0 |
| 2021-2022 | Charlotte 49ers    | 31  | 31  | 35,8 | 46,8 | 34,1 | 89,2 | 5,9 | 3,7 | 1,1 | 0,5 | 19,6 |
| 2022-2023 | Maryland Terrapins | 35  | 35  | 31,3 | 41,5 | 31,1 | 83,1 | 4,6 | 3,1 | 1,3 | 0,4 | 15,8 |
| 2023-2024 | Maryland Terrapins | 32  | 32  | 35,4 | 40,4 | 32,4 | 90,0 | 4,9 | 4,2 | 1,3 | 0,3 | 20,4 |
| Carriera  | Carriera           | 152 | 152 | 34,3 | 42,7 | 33,7 | 85,0 | 5,1 | 3,3 | 1,3 | 0,4 | 17,3 |

### NBA

#### Regular Season
| Anno      | Squadra       | PG | PT | MP  | TC%  | 3P%  | TL% | RP  | AP  | PRP | SP  | PP  |
| --------- | ------------- | -- | -- | --- | ---- | ---- | --- | --- | --- | --- | --- | --- |
| 2024-2025 | Chicago Bulls | 6  | 0  | 5,0 | 80,0 | 50,0 | 100 | 0,5 | 1,0 | 0,0 | 0,0 | 1,8 |
| Carriera  | Carriera      | 6  | 0  | 5,0 | 80,0 | 50,0 | 100 | 0,5 | 1,0 | 0,0 | 0,0 | 1,8 |

### G League
| Anno      | Squadra          | PG | PT | MP   | TC%  | 3P%  | TL%  | RP  | AP  | PRP | SP  | PP   |
| --------- | ---------------- | -- | -- | ---- | ---- | ---- | ---- | --- | --- | --- | --- | ---- |
| 2024-2025 | G. Rapids Gold   | 30 | 24 | 34,7 | 47,6 | 26,0 | 78,3 | 4,5 | 7,3 | 2,0 | 0,4 | 22,4 |
| 2024-2025 | Windy City Bulls | 13 | 13 | 32,6 | 44,5 | 39,7 | 90,9 | 4,5 | 6,5 | 1,7 | 0,1 | 20,0 |
| Carriera  | Carriera         | 43 | 37 | 34,1 | 46,8 | 30,4 | 81,9 | 4,5 | 7,0 | 1,9 | 0,3 | 21,7 |